# Felipe Polanco
Felipe Polanco är en puertoricansk salsadansare med internationellt renommé.

## Karriär
1991 var han förste dansare och koreograf i The Jala Jala Dancers, med vilka han turnerade i Latinamerika och USA; exempelvis gjorde de ett framträdande på Madison Square Garden i New York. 1996 skapade Felipe Polanco dansgruppen Felipe Polanco y sus Bailadores d'Aki, vilka framträtt med de största puertoricanska salsamusikgrupperna, såsom El Gran Combo.
För närvarande[när?] driver Felipe Polanco en salsaskola i Paris. Han syns dessutom regelbundet på de stora internationella salsakongresserna.

## Dansstil
Det är i synnerhet Felipe Polancos innovativa och tekniska fotarbete (på engelska shines) som gett honom erkännande. I övrigt kan man beteckna hans stil som puertoricansk salsa, där stor vikt läggs vid elegans och musikalisk inlevelse. Felipe Polanco dansar salsa och cha-cha-cha "på claven", vilket innebär att grundsteget betonar de taktslag där instrumentet claves ljuder; han har i intervjuer nämnt att detta är ett sätt att vara så nära musiken som möjligt i dansen.